# 日野西資敬
日野西資敬（ひのにし すけのり、元禄8年（1695年）12月1日 - 元文元年（1736年）1月10日）は、江戸時代前期の公卿。初名は日野西兼栄。
正親町公通に垂加神道を学んだ。

## 官歴
- 宝永4年（1707年）：従五位上、侍従
- 宝永8年（1711年）：正五位下
- 享保元年（1716年）：右少弁
- 享保4年（1719年）：左少弁、蔵人、正五位上
- 享保9年（1724年）：左中弁、従四位上
- 享保11年（1726年）：正四位下
- 享保12年（1727年）：右大弁
- 享保13年（1728年）：東宮学士
- 享保14年（1729年）：正四位上
- 享保16年（1731年）：左大弁
- 享保19年（1734年）：従三位、参議
- 享保20年（1735年）：踏歌節会外弁

## 系譜
- 父：日野西国豊
- 母：春原時命の娘
- 兄：日野西国賢
- 子：日野西資興